# Trenton Speedway
Trenton Speedway var en racerbana utanför Trenton, New Jersey, USA.

## Historia
Banan var 1,5 mile (2,4 km) lång, men ursprungligen var det en kortoval, som byggdes redan 1900. Den anordnade USAC National Championship, samt NASCAR Winston Cup. Banan anordnade även CART under seriens första säsong 1979. Trenton stängdes 1980, och New Jersey Fairgrounds, där den låg, stängdes tre år senare. Den mest framgångsrike föraren på banan var A.J. Foyt, som lyckades vinna hela tolv race i National Championship på just Trenton. Idag ligger en skulpturpark där banan en gång låg.